# أرتل
ارتل هي إحدى قرى  مديرية سنحان وبني بهلول التابعة لمحافظة صنعاء اليمنية يبلغ تعداد سكانها 3196 نسمة حسب الإحصاء الذي أجري عام 2004.